# Dragoner

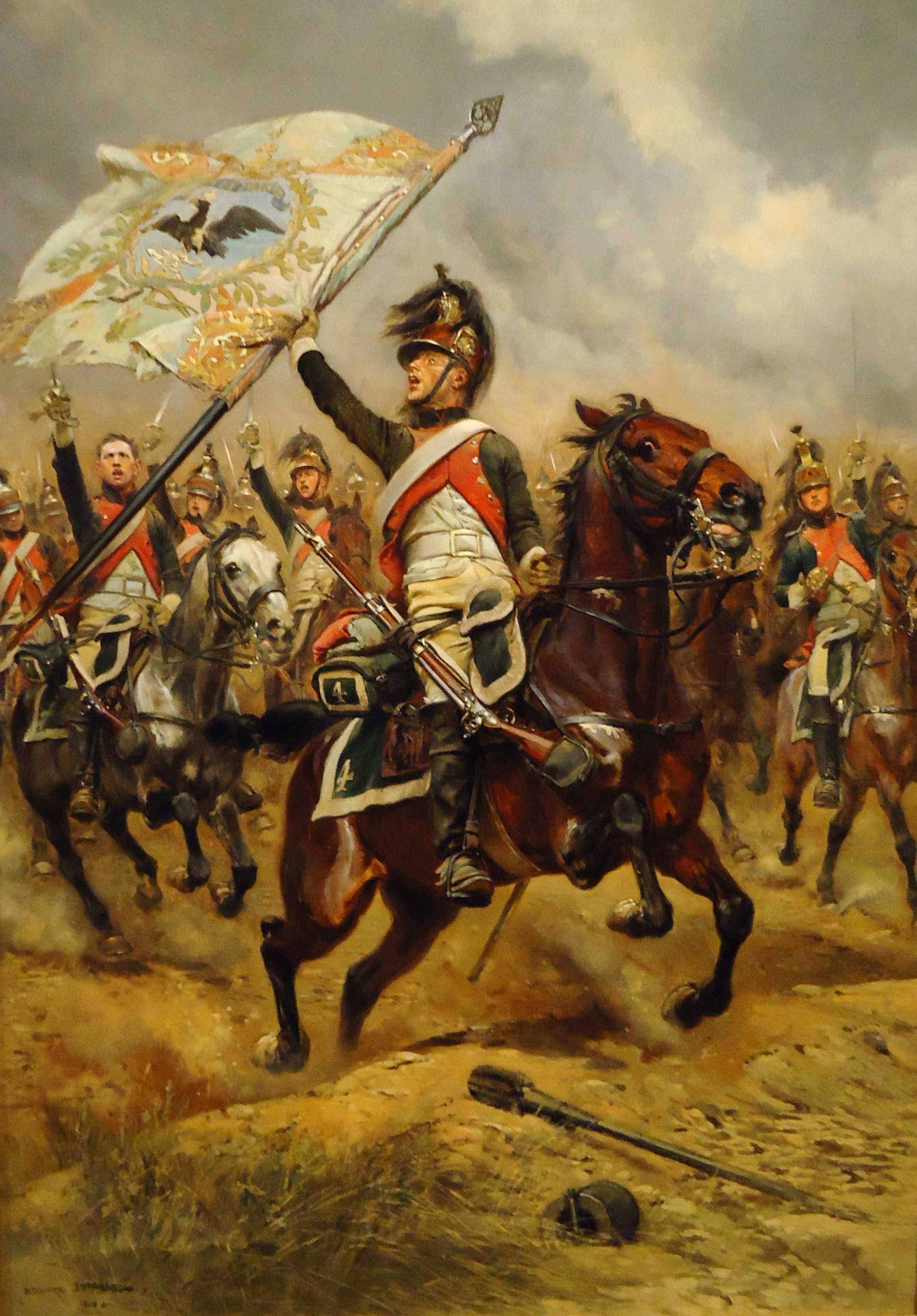
Soldat vom 4. Regiment der französischen Linien-Dragoner mit erbeuteter preußischer Infanteriefahne in der Schlacht bei Jena am 14. Oktober 1806 (Gemälde „Le Trophee“ von Edouard Detaille aus dem Jahr 1898)

Als Dragoner bezeichnete man ursprünglich berittene Infanterie, die ihre Pferde primär zum Transport, nicht aber für den Kampf verwendete. Im Lauf der Zeit entwickelten sie sich fast überall zur Schlachtenkavallerie. In einigen Streitkräften führen manche Regimenter den Namen aus Traditionsgründen noch heute im Verbandsnamen.

## Etymologie
Die Bezeichnung kam zu Beginn des 17. Jahrhunderts in Frankreich auf und leitet sich wahrscheinlich von einer als dragon bezeichneten Handfeuerwaffe ab, die auch carabine genannt wurde (siehe Karabiner). Daher wurde und wird in einigen europäischen Staaten berittene, motorisierte oder mechanisierte Infanterie wie im belgischen Heer auch als Karabiniers bezeichnet.
Ein anderer Erklärungsansatz besagt, dass jene Reiter, die bei den Prozessionen des Papstes auf ihrer Lanze einen Drachenschild als Sinnbild des Teufels trugen, draconarii („Drachensoldaten“) genannt worden seien. Davon soll sich das Wort Dragoner ableiten.

## Historische Entwicklung

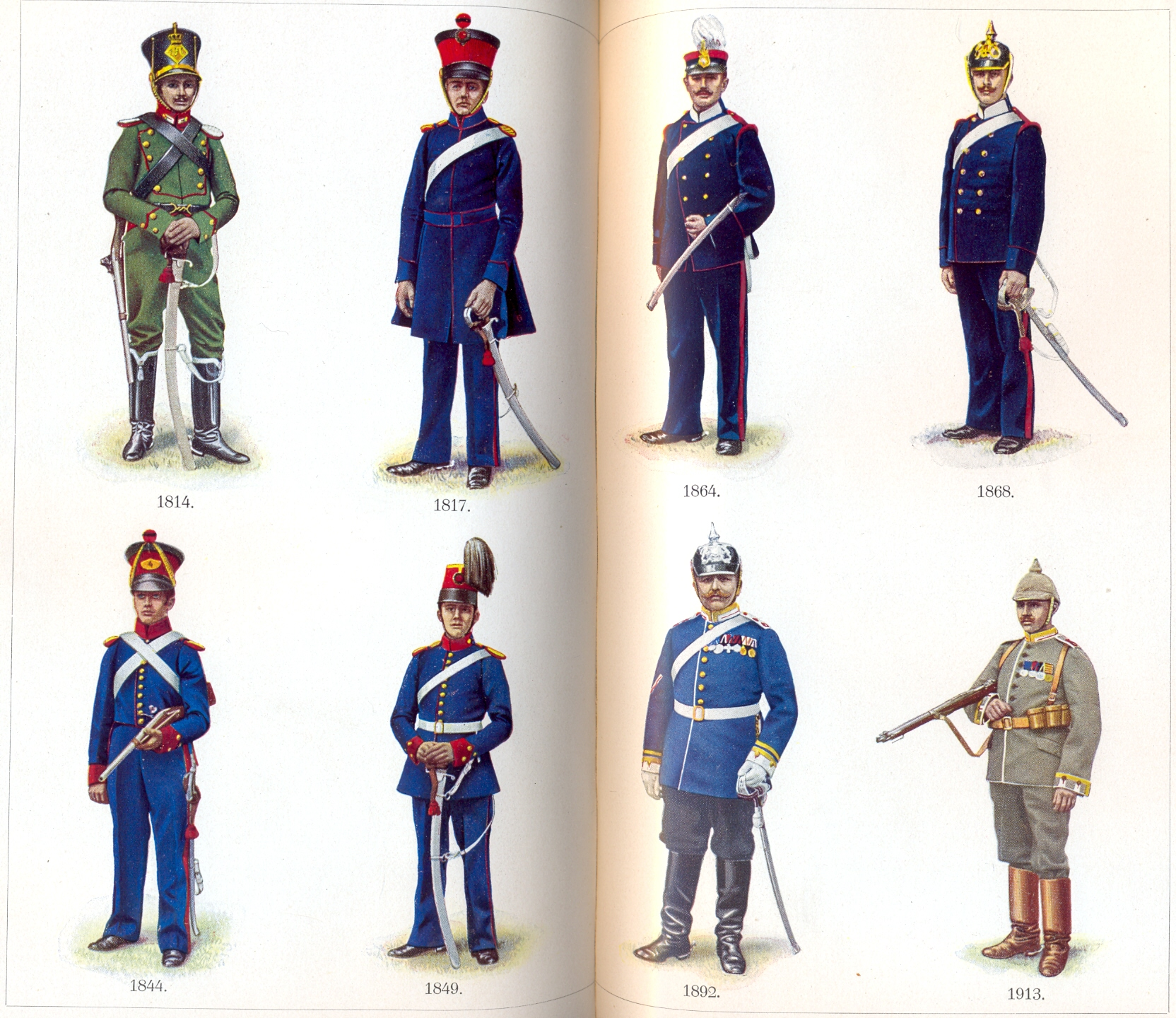
Uniformentwicklung beim Dragoner-Regiment „Königin Olga“ (1. Württembergisches) Nr. 25 vom Westenrock der Napoleonischen Kriege zur feldgrauen Uniform am Vorabend des Ersten Weltkrieges

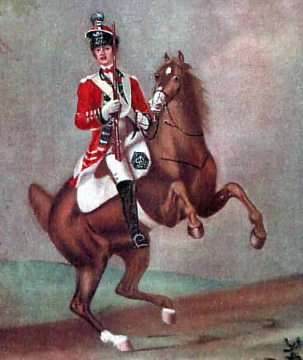
Englischer leichter Dragoner vom 16. Regiment, Mitte 18. Jahrhundert

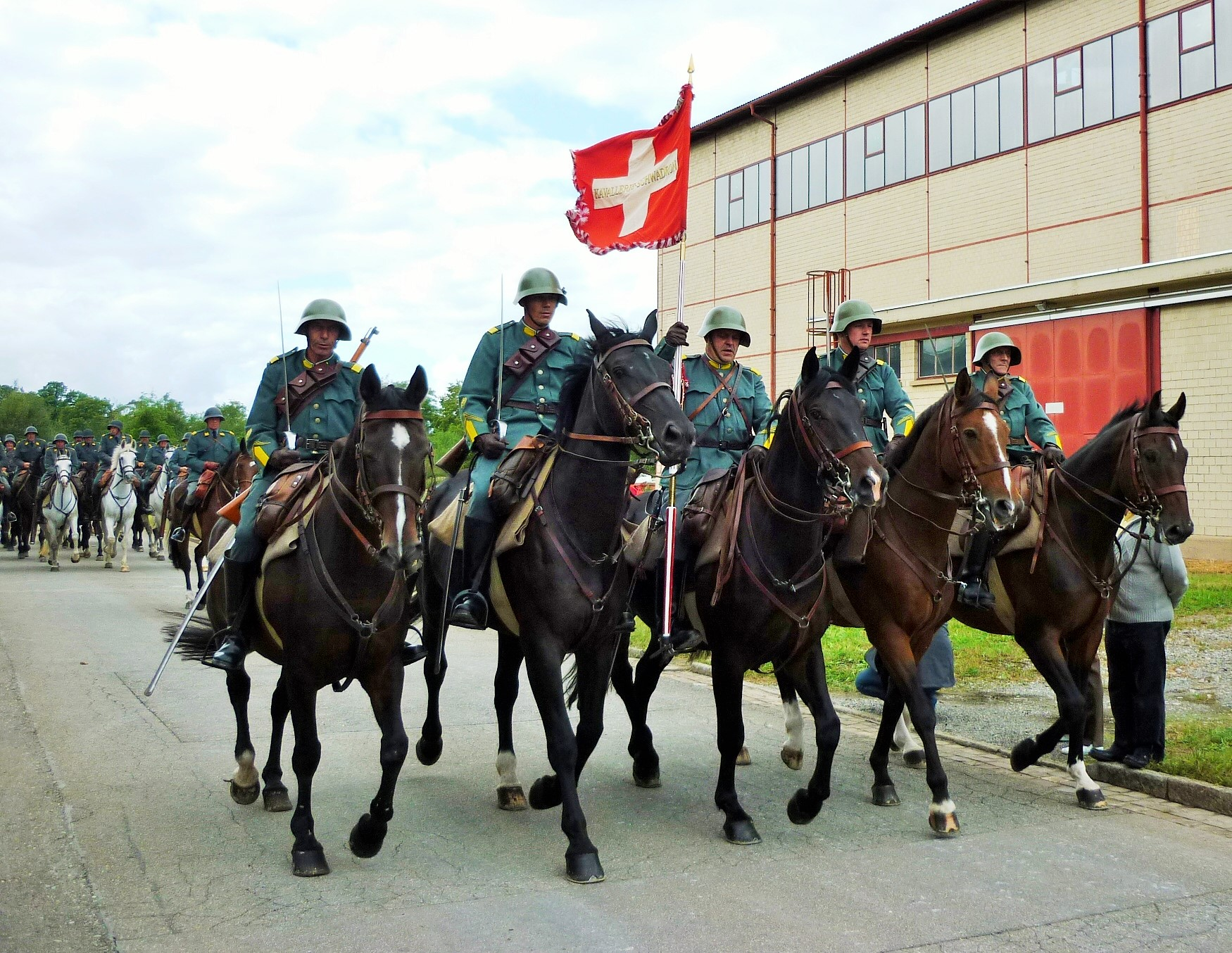
Schweizer Kavallerie-Schwadron 1972

Die Truppengattung der Dragoner, berittene Infanterie, wurde möglicherweise 1543 von Graf Piero Strozzi oder 1550 von Marschall Charles de Cossé-Brissac erfunden. Bereits in den französischen Hugenottenkriegen des späten 16. Jahrhunderts kamen Dragoner in großer Zahl zum Einsatz. In der älteren deutschsprachigen Literatur findet sich die Behauptung, dass Graf Ernst von Mansfeld (1580–1626), einer der bekanntesten Söldnerführer und Kriegsunternehmer des Dreißigjährigen Krieges, der „Erfinder“ der Dragoner gewesen sei, was jedoch nicht stimmt, weil Dragoner bereits ab 1602 in der kaiserlich-habsburgischen Armee nachgewiesen sind. Wahr ist allerdings, dass Mansfeld gelegentlich große Teile seines Fußvolkes mit Tross- oder Beutepferden beritten machte, um Mobilität zu gewinnen; schon zu seiner Zeit nannte man dies eine armée volante. Die französische Armee bildete 1635 aus bereits bestehenden Dragonereinheiten sechs Regimenter. 1638 wurde Dragoner zur offiziellen Bezeichnung der französischen Fußsoldaten zu Pferd. Sowohl im Dreißigjährigen Krieg als auch im Englischen Bürgerkrieg kamen Dragoner zum Einsatz.
Dragoner trugen üblicherweise keine Rüstung, doch schützten sich manche von ihnen im 16. und 17. Jahrhundert mit einem schlichten Helm und einem Lederkoller. Bewaffnet waren sie mit einer Muskete oder auch einer Pike, für das Handgemenge besaßen sie Degen. Die Dragoner benötigten eine weniger intensive Ausbildung im Reiten als Kavalleristen, die mit ihren Pferden in Gefechtssituationen umgehen mussten. Darüber hinaus verwendeten Dragoner nur leichte Reitpferde, die deutlich weniger kostspielig als die Schlachtrösser der schweren Reiterei waren. Ihr Vorteil gegenüber der Infanterie bestand darin, dass sie sich schneller an einen bestimmten Ort des Schlachtfelds begeben konnten. Während des Englischen Bürgerkrieges gelang es dem Dragonerregiment der New Model Army in der Schlacht von Naseby 1645, ungehindert auf die rechte Flanke des gegnerischen Heeres zuzureiten. Danach stiegen die Dragoner von ihren Pferden und griffen ihre überraschten Gegner an.
Als Mischform aus Infanterie und Kavallerie waren die Dragoner oftmals dem Spott der von ihnen wiederum als „Stiegelhüpfer“ und „Steifelschmierer“ bezeichneten Fußsoldaten bzw. Reiter ausgesetzt. So führten die Dragoner im deutschsprachigen Raum zahlreiche Attribute der Infanterie, bevor sie diese, mit der Umwandlung in vollwertige Kavallerie gegen Ende des 18. Jahrhunderts bzw. Anfang des 19. Jahrhunderts, ablegten: Als Feldzeichen führten sie bis dahin Fahnen (statt Standarten), als Signalmittel dienten die lange Trommel und Querpfeife (statt Trompeten), der Kompaniechef wurde Hauptmann genannt (statt Rittmeister), der rangjüngste Offizier hieß Fähnrich (statt Kornett) und der Offizieranwärter Fahnenjunker (statt Standartenjunker); im Widerspruch dazu war der ranghöchste Unteroffizier jedoch der Wachtmeister (kein Feldwebel, wie bei der Infanterie). In Preußen wurden die Dragoner (gemeinsam mit den Husaren) erst 1819 der leichten Kavallerie eingegliedert.
Da Dragonereinheiten eine hohe Mobilität mit relativ niedrigen Kosten verbanden, erhöhte sich ihre zahlenmäßige Stärke bis zum frühen 18. Jahrhundert deutlich. Existierte noch 1658 nur ein französisches Dragonerregiment, waren es 1690 bereits 43 Regimenter. Unter Peter I. wurde die Zahl der russischen Dragonerregimenter von zwei auf 30 erhöht, was insbesondere mit dem Mangel an hochwertigen Pferden erklärt werden kann.
Bereits im späten 17. Jahrhundert gingen die englischen Dragoner in der schweren Kavallerie auf. Ab 1746 wurden die Regimenter der schweren Kavallerie (regiments of horse) mit Ausnahme der Garde sukzessive in dragoon guards umbenannt, um den Sold kürzen zu können. Der Zusatz guards bedeutete aber nicht, dass sie der Garde zugerechnet wurden. Ab 1756 wurden sieben Regimenter leichter Dragoner aufgestellt und in Aufklärung, Scharmützeln und anderen Arbeiten ausgebildet. Der Erfolg dieser neuen Kavallerieklasse war so groß, dass zwischen 1768 und 1783 weitere acht Dragonerregimenter umgewandelt wurden. In Großbritannien unterschied man seit Mitte des 18. Jahrhunderts zwischen (Schweren) Dragonern und Leichten Dragonern. Letztere übernahmen bald Uniform, Ausrüstung und Kampfesweise der Husaren, behielten aber ihre bisherige Bezeichnung. Erst ab 1806/1807 wurden einige Regimenter auch offiziell in Husaren umbenannt. Andere britische Leichte Dragoner wandelte man 1816 in Lancer (Ulanen) um.
Unter Friedrich II. folgte das Königreich Preußen dem englischen Beispiel. In Frankreich wurden die Dragoner erst seit 1784 offiziell als Kavalleristen eingestuft.
Meist gehörten die Dragoner dann zur schweren Kavallerie und griffen wie die Kürassiere mit dem Pallasch an, in Preußen wurden sie um 1800 Teil der leichten Kavallerie und mit einem Säbel ausgerüstet. In Österreich bezeichnete man die Mitte des 18. Jahrhunderts gebildeten sechs Regimenter Chevaulegers von 1798 bis 1801 als leichte Dragoner und wandelte sie 1851 dann in normale k.u.k. Dragoner um.
Im 19. Jahrhundert trugen viele Dragoner Kavalleriehelme, leichte Dragoner orientierten sich in dieser Hinsicht an der Infanterie (Tschako, später Pickelhaube, teilweise aber auch Husarenmütze).
Bei den Kavallerietruppen der US-Armee handelte es sich zumeist um Dragoner.
Trotz der Umwandlung der Dragoner in Kavallerieeinheiten behielten sie in den meisten Armeen eine Ausrüstung (Bajonett) und Ausbildung bei, die es ihnen ermöglichte, abgesessen als Infanteristen zu kämpfen. Anklänge an die infanteristische Herkunft hielten sich in den Uniformen und den Traditionen der Dragoner. So verwendeten sie häufig Trommeln statt Trompeten und Fahnen statt Standarten. Ähnlich wie bei der Infanterie gab es in manchen Armeen Grenadiere zu Pferd als Elitekompanien, die bis ins frühe 18. Jahrhundert zusätzlich mit Handgranaten bewaffnet waren. Zu Beginn des 19. Jahrhunderts verloren sich meist die infanteristischen Züge im Erscheinungsbild der Dragoner, die inzwischen als vollwertige Kavalleristen galten.
Mit dem Stellungskrieg des Ersten Weltkrieges endete die Rolle der Reiterei als Schlachtenkavallerie. Dort, wo man die Kavallerie nicht auflöste oder unter Beibehalt der alten Traditionsnamen motorisierte, wurde sie nur mehr in der klassischen Dragoneraufgabe der berittenen Infanterie eingesetzt. Aber auch wenn im Zweiten Weltkrieg noch vereinzelt Kavallerie als berittene Infanterie zum Einsatz in den mit Straßen wenig erschlossenen Kampfgebieten an der Ostfront eingesetzt war – zumeist zur Sicherung rückwärtiger Gebiete –, verdrängten in dieser wiederentdeckten Aufgabe geländegängige Mannschaftstransportfahrzeuge das Pferd. Nachfolger der beweglich gemachten Infanterie wurden die Panzergrenadiere.
Nach dem Kriegsende verschwand das Pferd als Transportmittel aus den Beständen europäischer und nordamerikanischer Streitkräfte. Lediglich die Schweizer Armee hielt noch länger daran fest. Die 1972 aufgelösten 18 Dragoner-Schwadronen der Schweiz waren damit die letzte echte Kavallerie in Europa.

## Dragoner in heutigen Streitkräften

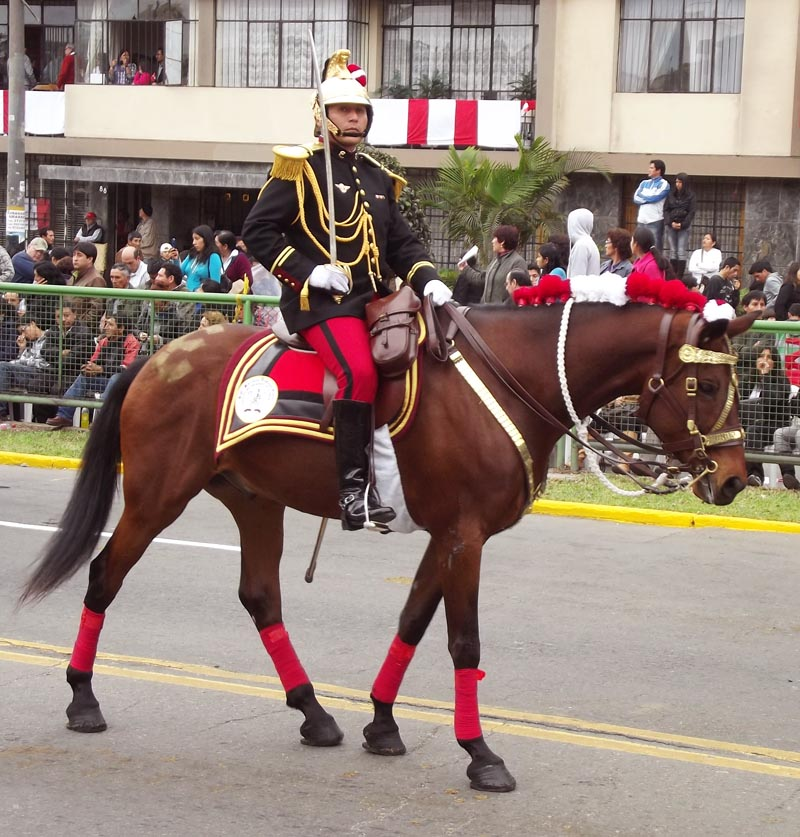
Offizier des Regimiento de Caballería Mariscal Domingo Nieto (peruanische Präsidentengarde), 2012

Aus Traditionsgründen führen in einigen Streitkräften manche Regimenter noch heute den Begriff Dragoner im Verbandsnamen, so ist das britische Regiment Royal Dragoon Guards, entsprechend seiner Herkunft aus der schweren Kavallerie, als Dragoon Guards Teil der Panzertruppe. Die Regimenter Light Dragoons, 1st The Queen’s Dragoon Guards und Royal Scots Dragoon Guards haben eine Rolle als Aufklärungstruppenteil.
Das französische 2e régiment de dragons zählt hingegen zur ABC-Abwehrtruppe, während das 13e régiment de dragons parachutistes Teil der Luftlandetruppe ist. Nur das 5e régiment de dragons ist Teil der Panzertruppe und dient dort als Lehrregiment.
In Peru führt die 2012 aufgestellte Präsidentengarde den Namen Regimiento de Caballería Mariscal Domingo Nieto. Die sehr eng nach dem Vorbild preußischer Dragoner der Kaiserzeit uniformierten Grenadiere zu Pferd (Granaderos) der chilenischen Streitkräfte sind eines von zwei noch voll berittenen Kavallerieregimentern Chiles und bilden hier seit 1882 (mit einer Unterbrechung von 1982 bis 1999) die traditionelle Präsidentengarde.
Die argentinische Präsidentengarde wird ebenfalls von einem Regiment Grenadiere zu Pferd (Granaderos a Caballo) gebildet, die an leichte Dragoner der napoleonischen Zeit erinnernde Traditionsuniformen mit hohen Tschakos tragen. Das brasilianische 1º Regimento de Cavalaria de Guardas führt den Beinamen Dragões da Independência („Unabhängigkeitsdragoner“) und ist wie fast alle kavalleristischen lateinamerikanischen Traditionsformationen für den Repräsentationsdienst als Präsidentengarde mit Lanzen bewaffnet. Der Name Dragones de la Independencia wird von einem argentinischen Traditionskorps aus Santa Fe geführt, das auf ein 1792 gegründetes Freikorps zurückgeht und heute organisatorisch zur Polizei gehört.
In Dänemark besteht das Regiment Jütland-Dragoner, von dessen drei Bataillonen eines das einzige Panzerbataillon der dänischen Armee ist.

## Polizeidragoner

Mexikanischer Lederdragoner, 1. Hälfte des 19. Jahrhunderts

Wegen ihrer Ausbildung für den Dienst zu Fuß und zu Pferd und ihrer Beweglichkeit waren die Dragoner besonders als Polizei- oder Besatzungstruppen geeignet. So wurden in den Hugenottenkriegen in protestantischen Dörfern französische Dragoner als Strafmaßnahme zwangseinquartiert (Dragonaden).
Im Hinblick auf die Vielseitigkeit und Mobilität der Dragoner wurden in manchen Staaten auch Polizeitruppen nach ihrem Vorbild organisiert, so das Polizeidragonerkorps des Herzogtums Oldenburg. Im Vizekönigreich Neuspanien wurde zu Beginn des 18. Jahrhunderts eine hochspezialisierte Kolonialpolizei-Truppe geschaffen, die so genannten Lederdragoner (Dragones de Cuera). Sie wurden nach der cuera, einem Lederpanzer nach Art der aztekischen Baumwollpanzer, benannt, der über der normalen Uniform getragen wurde. Die Lederdragoner wurden vor allem im Norden des Vizekönigreichs zur Grenzsicherung und zum Schutz christlicher Missionen gegen indianische Stämme wie die Komanchen eingesetzt. Die Truppe wurde nach der Unabhängigkeit Mexikos von der mexikanischen Nationalarmee übernommen und in den 1840er Jahren aufgelöst.